# ویلیام توت
ویلیام توت (انگلیسی: William Titt; ۸ فوریهٔ ۱۸۸۱ – ۵ آوریل ۱۹۵۶) ژیمناست هنری اهل بریتانیا بود.